# Босна и Херцеговина на Европском првенству у атлетици у дворани 2013.
Босна и Херцеговина је учествовала на 32. Европском првенству у дворани 2013 одржаном у Гетеборгу, Шведска, од 28. фебруара до 3. марта. Ово је било седмо Европско првенство у дворани од 1994. године када је Босна и Херцеговина први пут учествовала. Репрезентацију Босне и Херцеговине представљала су два такмичара који су се такмичили у бацању кугле.
На овом првенству Босна и Херцеговина је заузела 18 место по броју освојених медаља са 1 сребрном медаљом. Оборен је један лични рекорд. У табели успешности према броју и пласману такмичара који су учествовали у финалним такмичењима (првих 8 такмичара) Босна и Херцеговина је са 1 учесником у финалу заузела 22. место са 7 бодова.
Сребрна медаља Хамзе Алића је прва медаља Босне и Херцеговине на европским првенствима у дворани.

## Учесници
Мушкарци:
- Хамза Алић — Бацање кугле
- Кемал Мешић — Бацање кугле

## Освајачи медаља (1)

### Сребро (1)
- Хамза Алић — Бацање кугле

## Резултати

### Мушкарци
| Атлетичар   | Дисциплина   | Лични рекорд | Квалификације | Квалификације | Полуфинале           | Полуфинале | Финале   | Финале | Детаљи |
| Атлетичар   | Дисциплина   | Лични рекорд | Резултат      | Место         | Резултат             | Место      | Резултат | Место  | Детаљи |
| ----------- | ------------ | ------------ | ------------- | ------------- | -------------------- | ---------- | -------- | ------ | ------ |
| Хамза Алић  | Бацање кугле | 20,23        | 20,05 кв      | 2.            |                      |            | 20,34 ЛР |        |        |
| Кемал Мешић | Бацање кугле | 20,44        | 19,71         | 9.            | Није се квалификовао | 9 / 24     |          |        |        |